# Tatum Bell
(en) Statistiques sur pro-football-reference
(en) Statistiques sur statscrew
 Tatum Bell est un joueur américain de Football américain, né le 2 mars 1981 à Dallas (Texas), qui évolue au poste de running back.

## Biographie

### Carrière universitaire
Il a joué avec les Oklahoma State Cowboys.

### Carrière professionnelle
Il a été drafté au 2e tour (9e choix) en 2004 par les Broncos de Denver.
Il joue depuis 2007 pour les Lions de Détroit.